# A Passage to India (film)
A Passage to India is een dramafilm uit 1984, geschreven en geregisseerd door David Lean. Het scenario is gebaseerd op de gelijknamige roman van E.M. Forster en het toneelstuk uit 1960 van Santha Rama Rau.
Dit was de laatste film uit de carrière van Lean, en het was 14 jaar geleden dat hij nog een film gemaakt had. Peggy Ashcroft kreeg de Oscar voor beste vrouwelijke bijrol. Met haar 77 jaar was ze de oudste actrice ooit die deze prijs kreeg.

## Verhaal
De film speelt zich af in de jaren 1920 tijdens de opkomst van de Indische onafhankelijkheidsbeweging in Brits-Indië. Adela Quested (Judy Davis) en mevr. Moore (Peggy Ashcroft) varen vanuit Engeland naar India, waar Ronny Heaslop (Nigel Havers), de zoon van mevr. Moore en de verloofde van Adela, de plaatselijke magistraat is in het provinciale stadje Chandrapore. Via schoolopzichter Richard Fielding (James Fox) ontmoeten de twee bezoeksters de excentrieke oude brahmaan Professor Godbole (Alec Guinness) en ze worden bevriend met Dr. Aziz Ahmed (Victor Banerjee), een arme weduwnaar die mevr. Moore bij maanlicht ontmoet in een moskee met zicht op de Ganges. Door hun oprechtheid en onbevooroordeelde houding ten opzichte van de Indiërs is hij hun genegen. Als mevr. Moore en Adela interesse tonen om het "echte" India te zien, en niet de verengelste omgeving van de koloniale Britten met cricket, polo en thee in de namiddag, biedt Aziz aan met hen een uitstap te doen naar de afgelegen grotten van Marabar.
De uitstap verloopt redelijk goed tot de twee vrouwen de grotten beginnen te verkennen met Aziz en zijn entourage. Mevr. Moore wordt bevangen door claustrofobie en moet terug naar de open lucht. Ze moedigt Adela en Aziz aan verder op verkenning te gaan, maar stelt voor alleen de gids mee te nemen.
Het drietal vertrekt naar een grottenstelsel een eind van de rest van de groep, en vooraleer binnen te gaan stapt Aziz opzij om een sigaret te roken. Als hij terugkomt, blijkt Adela verdwenen te zijn. Kort daarna zien ze haar beneden lopen, onder het bloed en met kapotte kleren. Als ze terugkeren naar de stad wordt Aziz opgesloten in de gevangenis in afwachting van een proces voor poging tot verkrachting. Er ontstaat een conflict tussen de Indiërs en de kolonialen.
De zaak krijgt grote bekendheid onder de Britten en Indiërs. Als mevr. Moore stelt dat ze absoluut gelooft in de onschuld van Aziz en weigert tegen hem te getuigen, laat men haar terug naar Engeland gaan. Tijdens de reis krijgt ze een fatale hartaanval en ze wordt op zee begraven.
Tot ontsteltenis van haar verloofde en vrienden verandert Adela van gedachten en ze verklaart Aziz in de gerechtszaal onschuldig. De kolonialen moeten met de staart tussen de benen vertrekken uit de zaal, terwijl de Indiërs de in zijn eer herstelde Aziz op hun schouders naar buiten dragen onder luid gejuich. In de nasleep breekt Adela haar verloving af en ze verlaat India. Dr. Aziz geeft zijn westerse kledij op en gaat traditionele kleding dragen. Hij zegt vaarwel aan de Anglo-Indische wereld en opent een hospitaal in het noorden van India nabij de Himalaya. Hoewel hij lang kwaad en bitter blijft, schrijft hij uiteindelijk een brief aan Adela om haar te danken en te vergeven.

## Rolverdeling
| Acteur          | Personage           |
| --------------- | ------------------- |
| Judy Davis      | Adela Quested       |
| Peggy Ashcroft  | mevr. Moore         |
| Victor Banerjee | Dr. Aziz Ahmed      |
| James Fox       | Richard Fielding    |
| Alec Guinness   | Professor Godbole   |
| Nigel Havers    | Ronny Heaslop       |
| Michael Culver  | majoor McBryde      |
| Clive Swift     | majoor Callendar    |
| Art Malik       | Ali                 |
| Saeed Jaffrey   | advocaat Hamidullah |
| Roshan Seth     | advocaat Amrit Rao  |
| Richard Wilson  | Turton              |

## Productie
David Lean wilde aanvankelijk Trevor Howard en Celia Johnson (voor de rol van mevrouw Moore) casten, met wie hij al had samengewerkt in Brief Encounter. Maar Howard weigerde de rol en Johnson overleed voor men begon te draaien. De sfeer op de set was gespannen en zowel Judy Davis als Alec Guinness hadden een slechte relatie met regisseur David Lean.

### Muziek
De filmmuziek werd gecomponeerd door Maurice Jarre.

## Prijzen
- Academy Award for Best Supporting Actress (Peggy Ashcroft)
- Academy Award for Original Music Score (Maurice Jarre)
- Golden Globe Award for Best Foreign Language Film
- Golden Globe Award for Best Supporting Actress – Motion Picture (Peggy Ashcroft)
- Golden Globe Award for Best Original Score (Maurice Jarre)
- BAFTA Award for Best Actress in a Leading Role (Peggy Ashcroft)